# Brewster SB2A Buccaneer
Pour les articles homonymes, voir Buccaneer.
cet avion ne doit pas être confondu avec le Blackburn Buccaneer, un avion d'attaque à réaction conçu par le Royaume-Uni à la fin des années 1950
Le Brewster SB2A Buccaneer (SB pour Scout Bomber, en français appareil de reconnaissance et bombardier en piqué, 2 pour désigner le deuxième appareil de la firme, A pour le constructeur Brewster) est un monoplan monomoteur biplace américain construit pendant la Seconde Guerre mondiale. Il a aussi été désigné sous le nom de « Bermuda Mk.I » dans la Royal Air Force et de « A-34 Bermuda » dans l'US Army Air Corps.
Conçu à l'origine comme avion de reconnaissance et de bombardement en piqué embarqué, les Britanniques l'utilisèrent à partir de bases terrestres. L'histoire du SB2A Buccaneer reste un exemple unique dans les annales de l'histoire de l'aviation : un avion prometteur qui ne servit jamais au combat en raison de retards à répétition dans sa production…

## Conception et développement
Bien que l'US Navy avait déjà trois types de bombardier en piqué monoplan en production, celle-ci émit en 1938 une spécification d'un nouveau bombardier en piqué pour équiper sa future flotte aéronavale   et pour  remplacer ses vieux Dauntless. La Curtiss Aeroplane and Motor Company répondit à l'appel d'offre en proposant le SB2C Helldiver et la Brewster Aeronautical Corporation avec son SB2A Buccaneer. Le SB2A (Model 340) était basé sur un autre prototype de Brewster, le bombardier en piqué XSBA-1 conçu en 1937, qui avec un moteur Wright entraînant un hélice tripale atteignait les 423 km/h. Il reprend de son prédécesseur le concept de monomoteur monoplan à ailes médiane, mais en plus grand et avec un moteur plus performant.
Quoique les caractéristiques les deux appareils en concurrence, mais relativement semblables, promettaient toutes les dernières améliorations et raffinements  technologiques de l'époque - soute à bombes interne, vitesse et rayon d'action améliorés, moteur à refroidissement par air pour plus de puissance et de fiabilité, train d'atterrissage rétractable, système de dégivrage et blindage et tourelle arrière - les deux sociétés eurent beaucoup de difficultés à passer de la planche à dessin à la production et au service  actif.
En janvier 1939, les deux compagnies reçurent l'agrément pour procéder au développement de leur prototype XSBA-1 et XSBC2-1 et les contrats finaux furent signés en mai de la même année.
Durant les années 1939 et 1940, la société Brewster connut une forte expansion, grâce au sponsoring de  l'USN, pour préparer la production en masse de son appareil. De plus, l'annonce en juillet 1940 d'une commande par le gouvernement britannique de 750 appareils du Model 340, sous la désignation Bermuda Mk.I et de 162 exemplaires par le gouvernement néerlandais destinés à ses colonies des Indes orientales néerlandaises (model 340D), permit à Brewster d'envisager un avenir doré. La production s'effectua dans sa nouvelle usine de Johnsville (Pennsylvanie).
Afin d'accélérer la production, le BuAer (ou Bureau of Aeronautics) de l'US Navy autorisa le 24 décembre 1940, Brewster à produire 140 SB2A de présérie (commande qui fut portée à 203 exemplaires par la suite) avant même que le prototype n'ait volé.
Le XSB2A-1 vola pour la première fois le 17 juin 1941 avec une tourelle arrière non finalisée. Les nouvelles exigences de combat et les tests exigèrent d'allonger le fuselage de 35,56 cm, de remplacer la tourelle arrière par un affût mobile, de revoir la verrière, d'augmenter la surface des ailerons, d'installer des réservoirs auto-obturants et du blindage supplémentaire. Toutes ces modifications augmentèrent le poids à vide de l'appareil de 1 360 kg dégradant fortement ses performances en matière de vitesse, endurance et charge utile.
La désignation A-34 fut attribué par l'USAAF, pour les Brewster SB2A-2 destinés au Royaume-Uni, dans le cadre du programme Lend-Lease (ou Prêt-bail). Le SB2A-2 et le Model B-340E (version d'export, N° de série FF419 à FF868) Bermuda furent modifiés pour une utilisation terrestre et la plupart des équipements pour les missions aéronavales (ailes repliables, crosse d’arrêt et de catapultage) furent retirés. La tourelle arrière de la version « navalisée » fut remplacée par une mitrailleuse sur affût mobile manipulé par le mitrailleur.
Les Brewster SB2A commandés par l'Armée royale des Indes néerlandaises ou KNIL (pour Koninklijk Nederlands-Indisch Leger), bien que tous construits, ne purent être livrés en raison de l'occupation japonaise des Indes néerlandaises. L'ensemble des 162 appareils destinés à l'aviation néerlandaise fut donc réquisitionné par l'US Marine Corps sous la désignation SB2A-4, bien que toutes les inscriptions des cockpits étaient toujours en néerlandais.
Tout au long des années 1941 et 1942, la production du Buccaner subit de gros retards. En avril 1942, la mauvaise gestion de Brewster poussa l'US Navy — sur ordre présidentiel — à prendre la direction de toutes les usines de la compagnie. Le 18 avril 1942, le capitaine G.C. Westervelt (ret.) du Navy Construction Corps assura la direction de Brewster et le mois suivant un nouveau conseil d’administration avec Charles Van Dunsen à sa tête fut nommé par la Navy. L'USN décida d'abandonner son projet de nouveau bombardier en piqué, au moment où le SB2A devenait enfin opérationnel. Le Curtiss Helldiver remplissant parfaitement ce rôle, les livraisons aux forces américaines furent interrompues après seulement deux SB2A-1. Bien que 80 SB2A-2, 60 SB2A-3 et 162 SB2A-4 furent livrés en 1943 et 1944 à la RAF, aucun ne fut utilisé au combat.

## Utilisateurs
Canada

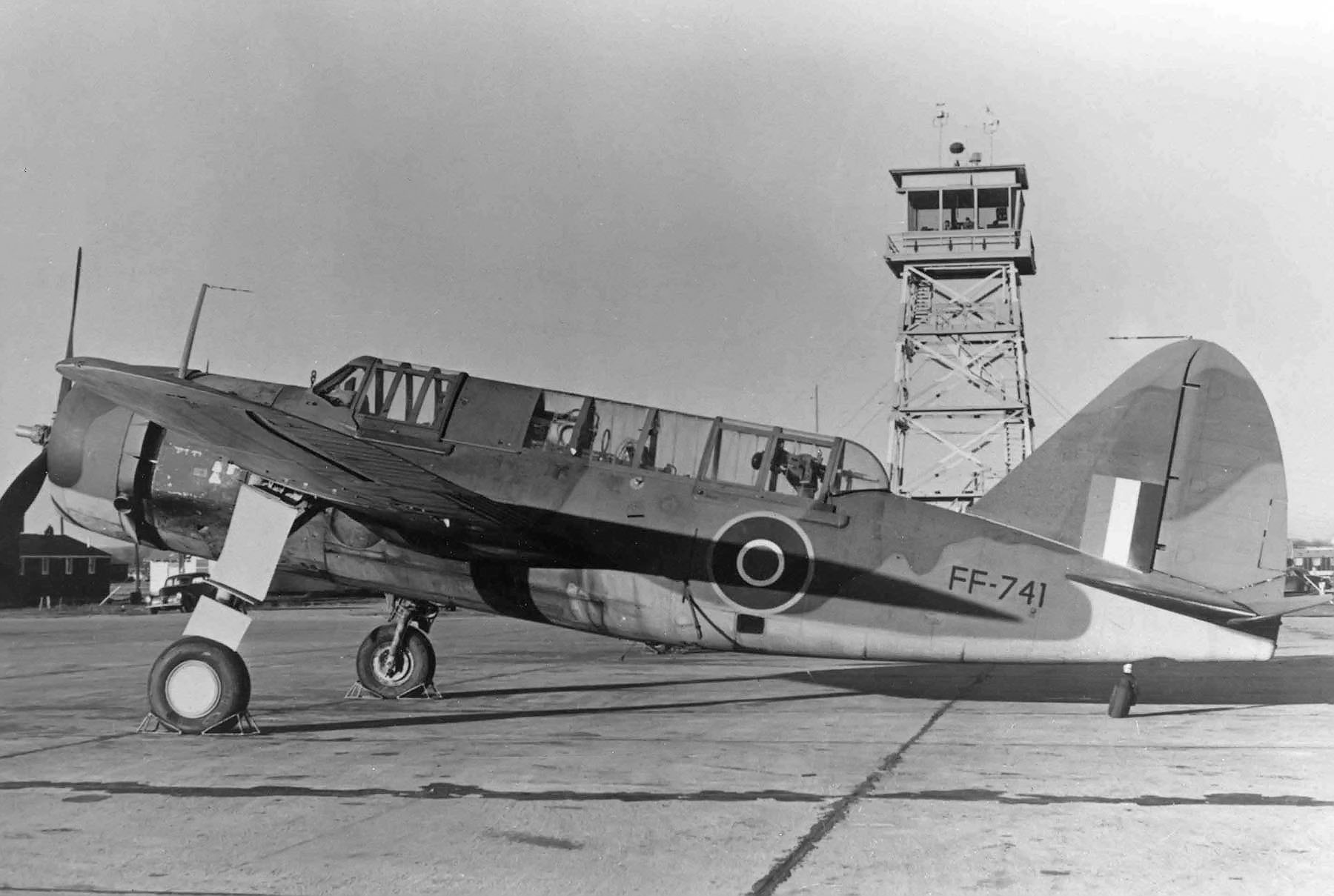
Royal Air Force Bermuda I

- Royal Canadian Air Force 3 Bermudas I (N° série FF568, FF718 et FF732) utilisés pour des essais et pour l'instruction au sol.

 Royaume-Uni
- Royal Air Force
- Fleet Air Arm

 États-Unis
- United States Army Air Corps
- United States Navy
- United States Marine Corps

## Survivants

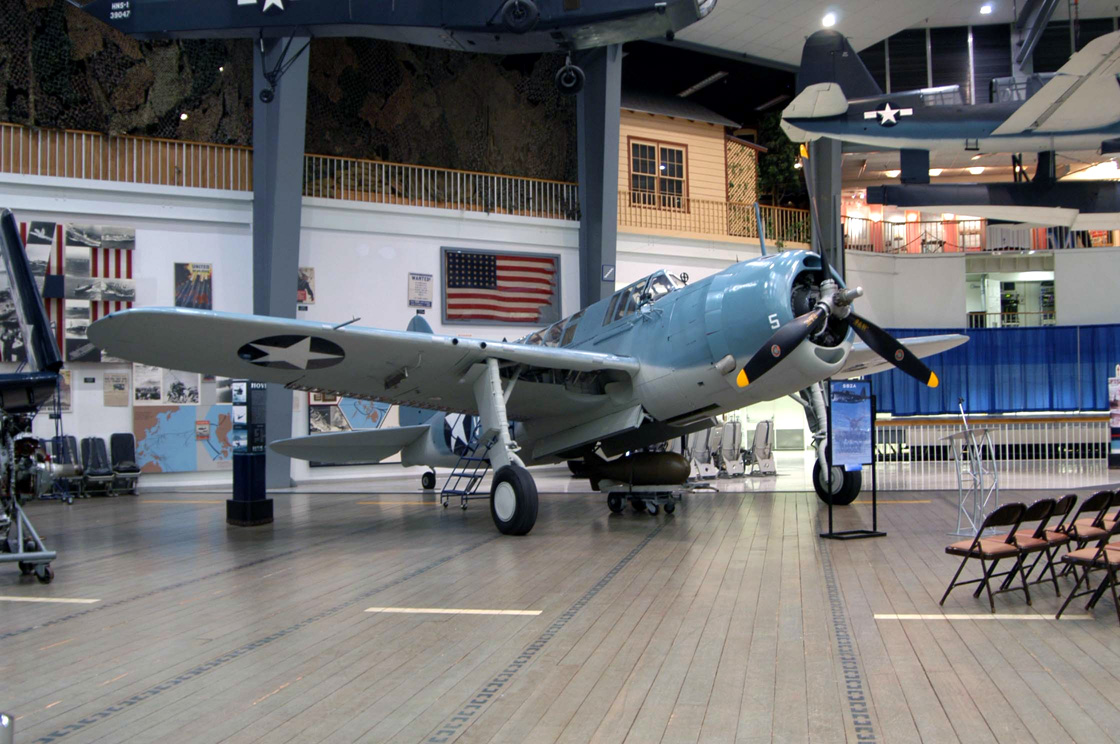
SB2A exposé au National Museum of Naval Aviation.

- A-34 Bermuda (s/n inconnu) restauré par le National Museum of Naval Aviation de la Naval Air Station Pensacola, en Floride.  Appareil exposé aux couleurs de l'US Navy[3]

- A-34 Bermuda (s/n inconnu) stocké au Pima Air and Space Museum basé à Tucson[4].

## Variantes
XSB2A-1 Buccaneer
(Model 340-7) Prototype, 1 seul construit.
SB2A-2
(Model 340-20) Version initiale de production avec un armement revu et des ailes non repliables. 80 exemplaires construits.
SB2A-3
(Model 340-26) Version navalisée équipée d'ailes repliables et d'un crosse d’arrêt. 60 exemplaires construits.
SB2A-4
(Model 340-17) Version d'exportation destinée aux Pays-Bas. 162 exemplaires construits.
A-34 Bermuda
Version du SB2A-3 produite au Royaume-Uni dans le cadre du programme Prêt-bail ,
Bermuda Mk.1
(Model 340-14) Version d'exportation destinée au Royaume-Uni. La tourelle est remplacée par le montage d'une mitrailleuse orientable. 750 appareils commandés, seulement 468 exemplaires produits,.
R340
Désignation de l'United States Army Air Forces du Bermuda A-34 non livré au Royaume-Uni. Uniquement destiné aux exercices de maintenance au sol.